# La Main de fer
Pour plus de détails, voir Fiche technique et Distribution.
La Main de fer (en chinois : Tiān xià dì yī quán) est un film hongkongais d'arts martiaux réalisé par Chung Chang-hwa sorti en 1972.
C'est l'un des nombreux films de kung fu ayant Lo Lieh en vedette. Cet acteur apparaît dans de nombreux films des années 1960, préfigurant la réussite plus internationale de Bruce Lee.

## Synopsis
Chao Chih-Hao est l'élève du maître Sung Wu-yang, celui-ci se faisant vieux, il l'envoie en ville pour s'entraîner sous la direction d'un maître d'arts martiaux réputé, le maître Sun Hsin-Pei. Affecté dans un premier temps aux tâches domestiques à la suite de sa décevante démonstration pour intégrer l'école, il acquiert progressivement les bases d'un style de combat qui pourrait faire de lui le vainqueur potentiel d'un tournoi d'arts martiaux très attendu. Mais un chef de clan sans scrupules, accompagné de son fils, met tout en œuvre pour supprimer ce rival et les autres membres de son école, allant même jusqu'à engager une bande de mercenaires japonais pour qu'ils tuent les élèves de cette école. Après de multiples événements, le jeune Chao qui a maîtrisé la technique de "La Main de fer", finalement transmise par son maître Sun Hsin-Pei, est bien décidé à faire obstacle à ces derniers.

## Fiche technique
- Titre français : La Main de fer
- Titre original : Tian xia di yi quan
- Titre anglais : King Boxer
- Réalisation : Chung Chang-hwa
- Scénario : Kiang Yang
- Photographie : Wang Yung Lung
- Musique : Yang Yu Cheng
- Montage : Fan Kung Wing, Chiang Hsing Lung
- Direction des combats : Liu Chia-yung, Chen Chuan
- Production : Run Run Shaw
- Société de production : Shaw Brothers
- Pays d'origine : Hong Kong
- Langue : Mandarin
- Genre : Film d'action, drame, romance
- Durée : 105 minutes
- Dates de sortie :

 Hong Kong : 26 mai 1972
 France : 26 avril 1973 ; 27 juillet 2005 (ressortie)

## Distribution
- Lo Lieh (VF : Michel Bedetti) : Chao Chih-Hao
- Wang Ping : Sung Ying Ying
- Mien Fang : Maître Sun Hsin-Pei
- Tien Feng (VF : Michel Gatineau) : Maître Meng Tung-Shun
- Hsiung Chiao (VF : Serge Sauvion ; Rdb : Martin Spinhayer) : Okada
- Chi Chu Chin : Chen Lang
- James Nam (VF : Bernard Murat) : Han Lung
- Lung Yu : Tu Wei
- Wang Chin Feng : Yen Chu Hung, la chanteuse
- Wen Chung Ku : Maître Sung Wu-yang
- Shan Chen : Wan Hung-chieh, l'homme de main du maître Meng Tung-Shun
- Jin Bong-jin (VF : Dominique Collignon-Maurin) : Lu Ta-ming, le meilleur ami de Chao
- Yukio Someno : Oshima Shotaro, élève d'Okada
- Bolo Yeung : Pa Tu-er, un combattant mongol